# Давидов В'ячеслав Борисович
Давидов В'ячеслав Борисович — український кінорежисер. Член Національної спілки кінематографістів України.
Народився 14 листопада 1947 р. в Душанбе (Таджикистан). Закінчив Школу-студію МХАТу (1976) та Академію Народного Господарства (1990).
Працює у Ялті.
Знявся у фільмі «Веселенька поїздка» (1994).